# George Petty

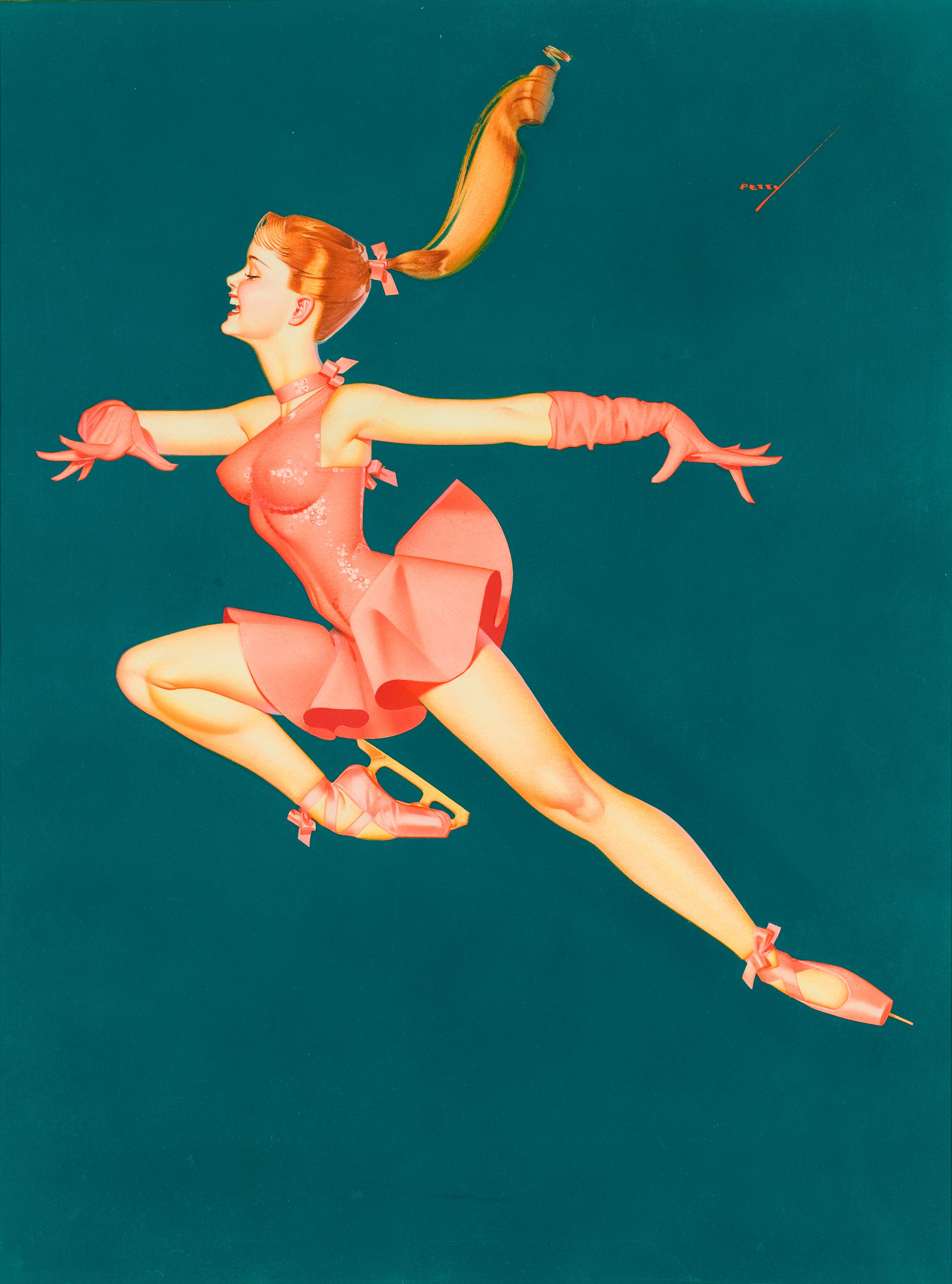
George Petty, La bailarina, 1965

George Brown Petty IV (27 de abril de 1894 - 21 de julio de 1975) fue un artista estadounidense, dedicado principalmente al dibujo de chicas de calendario  en las revistas True (de Fawcett Publications) y Esquire. También intervino en los calendarios comercializados por Esquire, por True y por la compañía juguetera Ridgid. Las imágenes desplegables de Petty en Esquire originaron y popularizaron el formato del desplegable central. Reproducciones de su trabajo, conocidas como "Petty Girls", fueron ampliamente utilizadas por los aviadores estadounidenses para decorar sus aviones de combate durante la Segunda Guerra Mundial (una costumbre que sería conocida como nose art), con ejemplos tan conocidos como el legendario bombardero Memphis Belle.

## Primeros años
George Petty nació en Abbeville, sede de la Parroquia de Vermilion en el sur de Luisiana. Era hijo de George Brown Petty III y de su esposa Sarah. George IV fue el segundo hijo de la pareja; su hermana Isabel había nacido en 1891. La familia Petty se mudó a Chicago, Illinois, poco antes del cambio de siglo, donde George III, un fotógrafo de cierta importancia, disfrutó de un éxito considerable con imágenes de mujeres jóvenes, madonas y desnudos.
Petty no era un estudiante particularmente bueno en la escuela secundaria, pasaba mucho tiempo en actividades extracurriculares en lugar de dedicarse al trabajo escolar. Su inclinación artística se hizo evidente por primera vez en la escuela secundaria, donde fue el artista del periódico escolar.
Durante sus años de escuela secundaria, se inscribió en clases nocturnas en la Academia de Bellas Artes de Chicago bajo la tutoría de Ruth VanSickle Ford, donde impartía sus propias clases de arte, cobrando a sus compañeros cinco dólares por sesión. También trabajó en la tienda de fotografía de su padre, donde aprendió a usar el aerógrafo. En París, Petty estudió arte en la Academia Julian con Jean-Paul Laurens y otros artistas hasta 1916, cuando la Primera Guerra Mundial hizo que Myron T. Herrick, embajador en ese momento, ordenó a todos los estadounidenses que regresaran a su país.
Petty regresó a Chicago y trabajó como retocador de imágenes con aerógrafo para una imprenta local. Pudo establecerse como artista independiente, pintando chicas de calendario y portadas de revistas para The Household. En 1926, pudo abrir su propio estudio.

## Influencias artísticas
George Petty nunca habló en detalle de los artistas que le influyeron, aparte de J.C. Leyendecker (un artista de The Saturday Evening Post durante la época de la escuela secundaria de George) por su forma de representar a los hombres, Coles Phillips por su técnica y Maxfield Parrish por su uso de la luz. Sin embargo, de su trabajo posterior se puede inferir que recibió el influjo de artistas que eran extremadamente populares en París en ese momento, como Alfons Mucha, George Barbier y, en particular, la técnica de la acuarela del inglés William Russell Flint.

## "La Chica Petty"
Petty es especialmente conocido por "The Petty Girl", una serie de pinturas de chicas de calendario realizadas para Esquire desde el otoño de 1933 hasta 1956. Petty representaba con frecuencia a estas mujeres con una mayor longitud relativa de sus piernas y con un menor tamaño relativo de sus cabezas que el de sus modelos reales.
Apareció como invitado en el popular programa de televisión What's My Line? el 20 de noviembre de 1955.
Murió en San Pedro, California, el 21 de julio de 1975.

## En la cultura popular

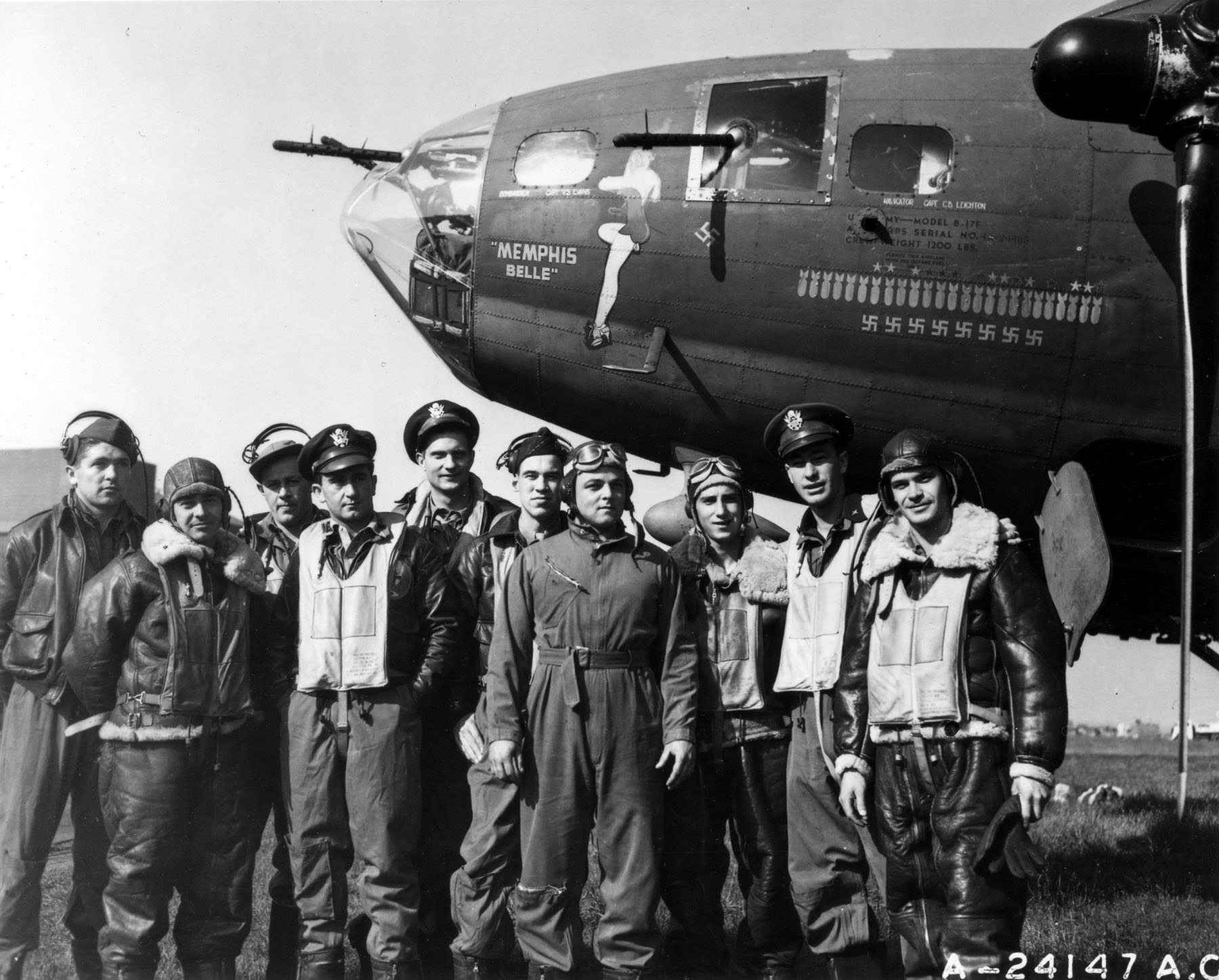
Fotografía de la tripulación del Memphis Belle, donde se ve una Petty Girl pintada en el morro del avión

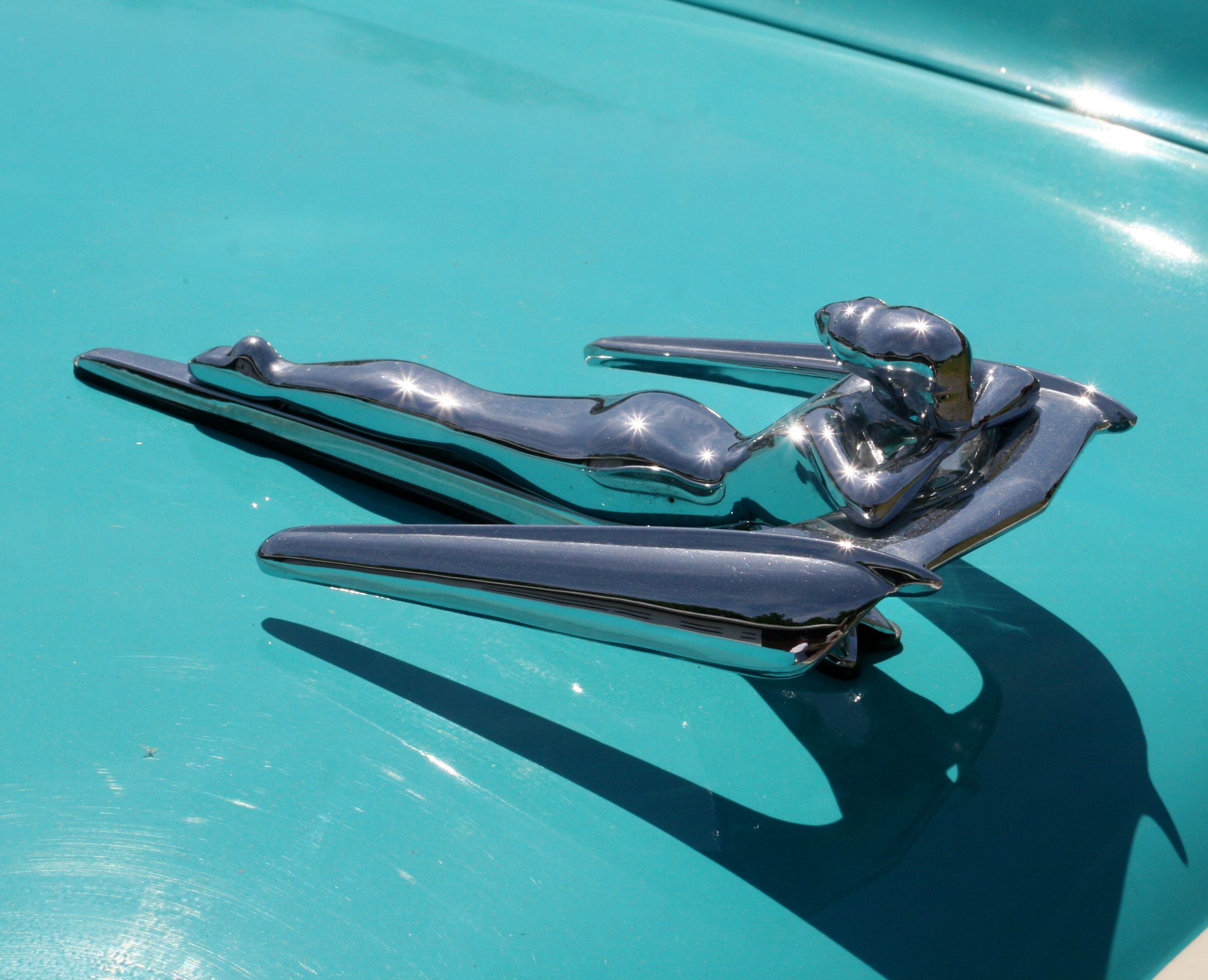
La "Dama voladora", emblema de un Nash Rambler

- Una imagen de una Petty Girl hablando por teléfono se utilizó como "nose art" en la famosa Fortaleza Volante B-17 de la Segunda Guerra Mundial Memphis Belle.
- Dos imágenes de Chicas Petty aparecen entre la multitud de personajes que figuran en la portada del álbum Sargent Pepper's de The Beatles.
- Robert Cummings interpretó a George Petty en la comedia musical de fantasía The Petty Girl (Columbia, 1950), dirigida por Henry Levin y con el debut cinematográfico de Tippi Hedren como una de las Petty Girls. El guion de Nat Perrin se basó en una historia de Mary McCarthy. La película también se destaca por varias canciones melodiosas y alegres compuestas por Harold Arlen (música) y Johnny Mercer (letra), incluyendo "Fancy Free" y "I Loves Ya". El gran número de producción final es "The Petty Girl" de Arlen y Mercer, interpretado por Joan Caulfield (doblada por Carole Richards), las Petty Girls y un cuarteto masculino.
- También diseñó el emblema frontal de los coches Nash Rambler, la figurilla conocida como la "Dama voladora".